# 亀の井ホテル 青梅
亀の井ホテル 青梅（かめのいホテル おうめ）は、東京都青梅市にある温泉ホテル。アイコニア・ホスピタリティが運営する「亀の井ホテル」チェーンのひとつ。

## 概要
都心から約1時間の距離にありながら、多摩川の清流や奥多摩の山々といった豊かな自然に囲まれた立地に特徴がある。前身は「かんぽの宿 青梅」で、2022年7月1日に「亀の井ホテル 青梅」へリブランドされた。2025年4月25日には、「都心近郊に佇む森渓（しんけい）の別邸」をコンセプトに、客室やレストランなどが改装リニューアルオープンした。

## 沿革
- 1972年（昭和47年） - 前身である「かんぽの宿 青梅」が開業。
- 2022年（令和4年）
  - 4月 - 日本郵政からマイステイズ・ホテル・マネジメント（当時）へ施設が譲渡される。
  - 7月1日 - 「亀の井ホテル 青梅」にリブランドしてオープン。[2]
- 2025年（令和7年）
  - 4月25日 - 客室、展望露天風呂、レストラン、ロビーなどを改装し、リニューアルオープン。これにより、愛犬と一緒に宿泊できる「ドッグフレンドリールーム」などが新設された。
  - 7月1日 - 運営会社の社名が株式会社マイステイズ・ホテル・マネジメントからアイコニア・ホスピタリティ株式会社に変更される。[3]

## 施設
- 客室: 総客室数は70室。[4]2025年のリニューアルにより、プライベートドライサウナを備えた客室や、愛犬と泊まれるドッグフレンドリールームなどが新設された。なお、資料によっては総客室数を56室とするものもある。[5]
- 温泉: 最上階に展望大浴場があり、天然温泉が楽しめる。泉質はph9.9の高アルカリ性単純温泉。
- レストラン: 1箇所あり、地元の食材を活かした会席料理などを提供している。
- 駐車場: 94台収容可能な無料駐車場がある（うち13台は屋内駐車場）。

## アクセス
- 公共交通機関
  - JR東日本青梅線「青梅駅」から都営バス駒木町循環で約10分、「郷土博物館入口」下車後、徒歩約2分。
  - 青梅駅から徒歩の場合は約20分。
  - 青梅駅とホテルの間で無料送迎バスが運行されている。
- 自動車
  - 首都圏中央連絡自動車道（圏央道）「日の出IC」または「青梅IC」から約20分。